# Église Saint-Martin de Jaleyrac
Pour les articles homonymes, voir église Saint-Martin.
L'église Saint-Martin est une église située en France sur la commune de Jaleyrac (Cantal), en région Auvergne-Rhône-Alpes.

## Historique
L’église est mentionnée dès le IXe siècle dans la charte dite de Clovis. L’édifice actuel date principalement de la fin du XIIe siècle, avec des chapelles latérales ajoutées au XIVe siècle. Le clocher, carré et massif, est contemporain de l’église primitive. Son couronnement par une flèche remonte au XIXe siècle. La sacristie a été construite en 1786, comme l’indique l'inscription sur son linteau.

### Protection
L'église est inscrite au titre des monuments historiques par arrêté du 19 mai 1925.

## Description
L’église se compose d’une nef à trois travées, d’un chœur carré surmonté d’une coupole et d’une abside semi-circulaire. Deux chapelles latérales s’ouvrent sur la nef.
Le porche roman est encadré de colonnettes sculptées et d’une porte aux pentures du XIIIe siècle. Un vitrail de saint Martin occupe l’imposte.